# Passiflora rufa
Passiflora rufa är en passionsblomsväxtart som beskrevs av Feuillet och J.M.Macdougal. Passiflora rufa ingår i släktet passionsblommor, och familjen passionsblomsväxter. Inga underarter finns listade i Catalogue of Life.